# Muzej portugalskog jezika
Muzej portugalskog jezika (portugalski: Museu da Língua Portuguesa) je muzej u gradu São Paulo, Brazil. Smješten u sklopu tramvajske stanice Luz, koja se nalazi u istoimenoj četvrti.
Svečano je otvoren 20. ožujka 2006. godine. Muzej je opremljen inovativnim i pretežito virtualnim izlošcima koji su spoj umjetnosti, tehnologije i interaktivnosti, dok se u isto vrijeme pazilo na povijest zgrade u kojem se nalazi. Sastoji se od različitih izložbi sa zvukovima, videima i slikama povezanih s lingvistikom i napretkom portugalskog jezika. Muzej se prostire na tri kata tramvajske postaje Luz, ukupne površine 4.333 m2.

## Vanjske poveznice
- (port.) Službena stranica muzeja